# Silene stenophylla
Silene stenophylla é uma espécie de planta da família Caryophyllaceae.

## Distribuição geográfica e habitat
S. stenophylla é encontrada na tundra ártica do extremo leste da Sibéria e nas montanhas do norte do Japão. A espécie é uma das poucas plantas da Beríngia que não se estabeleceram na América do Norte. É perene e cresce em rochedos e costas arenosas.

## Descrição
Possui de 5 a 25 centímetros de altura, folhas estreitas e um cálice largo. Florece durante o verão e tem pétalas de coloração lilás, rosa claro ou branca.

## Descoberta
Em 2007, sementes congeladas de Silene stenophylla foram descobertas na região de Kolyma, na Sibéria, na região de distribuição atual da planta.  Usando datação por radiocarbono, a idade das sementes foi estimada entre 20 000 e 40 000 anos, datando as sementes na época do Pleistoceno. Acredita-se que as sementes foram enterradas por esquilos. Os embriões estavam danificados, possivelmente pela atividade de animais.